# Царство Вампира
Царство Вампира је илустровани хорор и фантастички роман Џеја Кристофа, аустралијског писца, из 2021.

## Радња

### Садашњост
Двадесет седам година након "Daysdeath", мистериозног феномена који је бацио свет у вечну таму, вампири су успешно освојили човечанство. Габријел де Леон, последњи живи ловац на вампире, бива држан као затвореник и чека своје погубљење због убиства Вечног краља, Фабијена Воса. Међутим, царица вампира наређује Гејбу да свом историчару исприча цео свој живот пре него што буде погубљен.

### Двадесет Година Пре
Када је имао само петнаест година, угризао је девојку како би пио њену крв, што је навело групу ловаца на вампире "Silversaints"  да врше потрагу над њим и открију да је његов истински отац заправо вампир . Он је регрутован у Ред Светог Михона и вршио је обуку код ветерана "Silversaint" Грејхенда. Сазнаје да постоје четири вампирске крвне лозе и да свака има своју јединствену способност звану крвни дар, али, он нема ниједан крвни дар, што га чини такозваном "крхком крвљу". Док је у лову, Гејб открива да је његов крвни дар у ствари Санквиманција, што значи да је његов отац био из пете вампирске крвне лозе, за коју се веровало да је изумрла одавно. То га наводи да се ушуња у забрањени део библиотеке, како би сазнао више о свом наслеђу где упознаје девојку под именом Астрид Реније, копиле цара, која бива прогнана као монахиња, и Клои Саваж. Њих две истражују шта је изазвало "Daysdeath" и како да га окончају. Њих троје почињу да имају тајне састанке у библиотеци како би истражили и "Daysdeath" и пету крвну линију, на крају сазнајући да само Свети Грал може окончати "Daysdeath".
Најзад, у лову се суочавају са Лауром Восс, омиљеном ћерком Вечног краља. Она сакати Грејхендса, али Гејб успева да је рани, спасавајући своје "Silversaints" колеге и проналази њену поруку њеном оцу. "Silversaints" сазнају за планирану инвазију Вечног краља, потом иду да зауставе њихов напад, али Гејб је приморан да остане због своје непослушности током мисије. Међутим, Гејб открива тајну у Лауриној поруци сазнајући да ће вампири само ходати око војске и извршити свој напад. Гејб окупља све монахиње, монахе и коваче у реду "Silversaints" како би зауставили вампире. Током битке, Гејб сазнаје да је Лаура уништила његово село и убила његову породицу, па Гејб уништава њу и ствара лавину убијајући хорду вампира која се приближава. Због тог дела, Гејб је иницијиран у Ред и проглашен за витеза од стране царице. Следећих пет година, Гејб успева да постане најбољи у "Silversaints" реду и херој народа. Међутим, он и Астрид тајно имају љубавну аферу једно с другим током година док она не затрудни, па обоје бивају прогнани из Реда.

### Три Године Раније
После једанаест година изгнанства, старији и огорчени Гејб излази из пензије. Током свог путовања, упознаје Дружину Грала коју води Клои Саваж, која је пронашла младо дериште по имену Диор Ланшанс, која је Свети Грал; као директни потомак Искупитеља њена крв може уништити вампире и зацелити повреде. Брзо их прогоне Дантон Вос, један од младенаца Вечног краља, и мистериозни маскирани вампир из пете крвне лозе по имену Лијат, од којих обоје желе Свети Грал. На крају их Дантон сустиже и већину Дружине Грала, али Гејб и Диор успевају побећи скочивши са литице у реку.
Диор открива да је њена мајка била жена ниског морала и када је умрла, живела је са групом сирочади која су преживела крађући. Када су она и пријатељица покушале да убију бискупа због злостављања деце, открила је своје моћи, била је оптужена као вештица и осуђена на мучење пре него што ју је Клои спасила. Касније, Гејб открива Диор да су се он и Астрид венчали и добили ћерку по имену Пејшенц(Стрпљење), након што су били екскомуницирани. Више од деценије живели су срећно као породица, све док Фабијен Вос није стигао у њихов дом, где је као освету за Лауру убио Пејшенц и претворио Астрид у вампира. Гејб путује да убије Фабијена због онога што је учинио његовој породици. У међувремену, Дантон стиже са десетак вампира да ухвати Диор, али Лијат стиже и уклања остале вампире, док Диор уништава Дантона својом крвљу. На крају стижу до манастира "Silversaints" где откривају да "Silversaints" намеравају да убију Диор како би окончали "Daysdeath". Гејб покушава да их заустави, али бивше колеге су му пререзале врат и бациле га у понор, само да би га на крају спасила Лијат. Она лечи Гејба и открива да је она његова полусестра Селин Сестија. Габријел затим убија неколико "Silversaints", укључујући свог старог ментора Грејхендса, спасавајући Диор у том процесу.

### Садашњост
Вампирски историчар, Жан-Франсоа, напунио је своју књигу и мора да оде за дан. Гејб покушава да убије Жан-Франсоа, али га спашава његов млади вампир. Гејб наставља да чека у својој ћелији да се Жан-Франсоа врати како би Гејб испричао остатак своје приче, истовремено размишљајући о својим неуспесима.

## Пријем
Царство Вампира је био међународни бестселер, налазио се на листама бестселера New York Times, USA Today, Wall Street Journal и Sunday Times . Био је бестселер број 1 у Barnes & Noble и Dymocks Booksellers, а постао је бестселер број 1 у тврдом повезу фантазије у Уједињеном Краљевству за 2021. Књига је касније постала бестселер број 1 у Француској и Шпанији, а такође је постала бестселер у Немачкој и Италији, означивши је као Кристофов комерцијално најуспешнији деби до сада.
Књигу су добро прихватили критичари, који су хвалили њено истраживање о вампирским предањима и лику Габријела.   Жанел Џенсон, у рецензији за Cemetery Dance Publications, написала је да су ме „Кристофов висцерални стил писања, живописне слике и таленат за језиво натерали да паднем у несвест“. 
Критичари су расправљали о жанру Царство Вампира, а Publishers Weekly га је назвао „мрачном фантазијом“, а Џенсон ју је описала као „фантастичну серију за одрасле са ужасним елементима“. Роб Х. Бедфорд, у рецензији за SFF World, назвао је књигу "епским хорором" која описује теме и тонове хорор жанра у већим размерама које су ближе повезане са епском фантазијом.  Неки рецензенти су упоређивали фантастичне романе као што је Патрик Ротфус ' Име ветра' . 